# Eupithecia lavicaria
Eupithecia lavicaria är en fjärilsart som beskrevs av Fuchs 1902. Eupithecia lavicaria ingår i släktet Eupithecia och familjen mätare. Inga underarter finns listade i Catalogue of Life.